# Посёлок станции 192 км
Посёлок станции 192 км — сельский населённый пункт в Одинцовском городском округе Московской области России. Население — 15 чел. (2010).
Посёлок при пассажирской железнодорожной платформе 192 километр Большого кольца МЖД расположен на юго-западе района, в 5 километрах на юго-запад от центральной части Звенигорода (в ста метрах находится отдалённый микрорайон Звенигорода Шихово), высота центра над уровнем моря — 167 м.

## Население
| 2002 | 2006 | 2010 |
| ---- | ---- | ---- |
| 25   | →25  | ↘15  |

## История
До 2019 года посёлок входил в сельское поселение Никольское Одинцовского района, до 2006 года — в Шараповский сельский округ, до 1994 года — в Шараповский сельсовет.